# Damenstiftskirche (München)

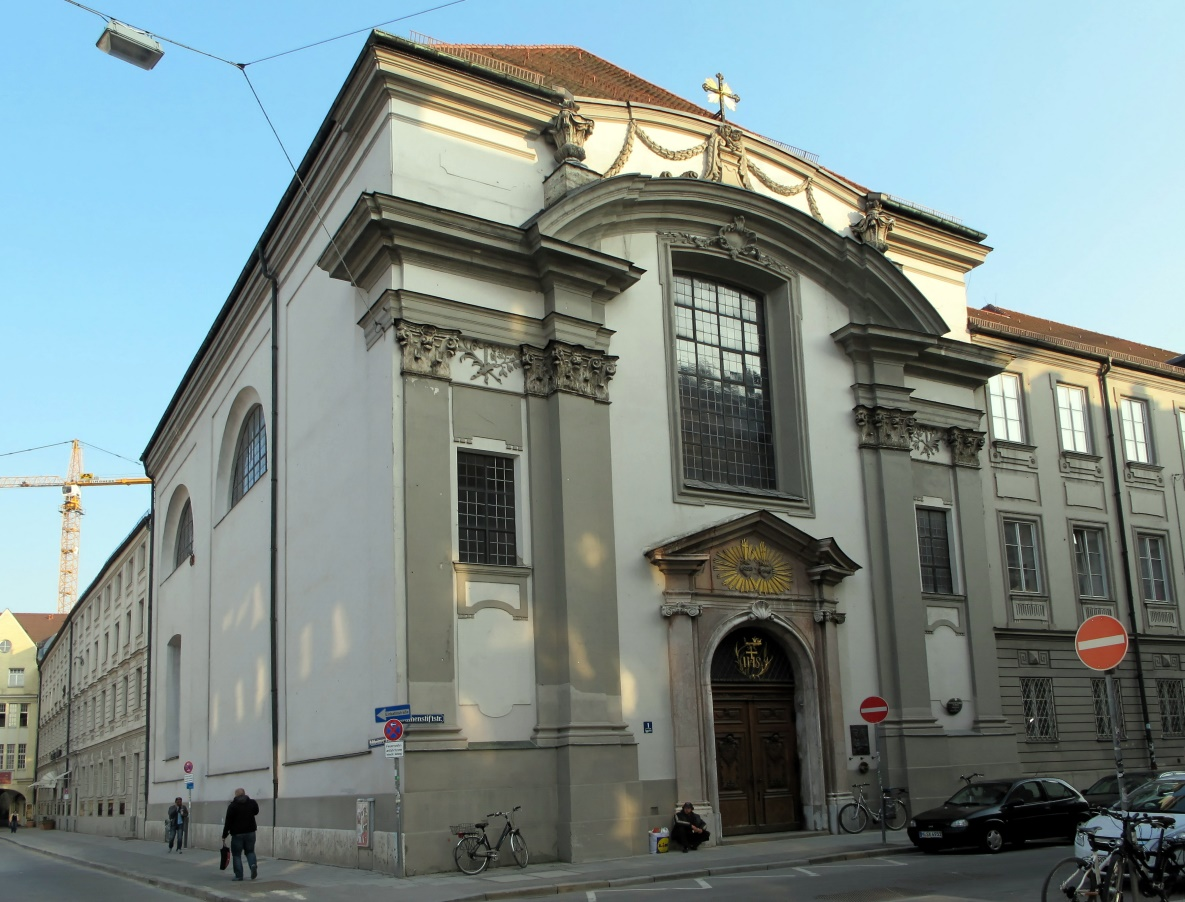
Damenstiftskirche St Anna

Die römisch-katholische Damenstiftskirche St. Anna ist eine Filialkirche der Stadtpfarrkirche St. Peter („Alter Peter“) in München. Die Damenstiftskirche (Damenstiftstraße 1) befindet sich im Hackenviertel der historischen Altstadt am Altheimer Eck.

## Geschichte
1440 errichtete Herzog Albrecht III. von Bayern-München eine Kapelle beim Stadthaus der Indersdorfer Augustiner-Chorherren in Altheim. Diese Kapelle musste einem gotischen Bau weichen, der nach Plänen von Lukas Rottaler errichtet und 1496 eingeweiht wurde. 
Das der heiligen Anna geweihte Kloster wurde 1671 durch Henriette Adelheid von Savoyen, Frau des Kurfürsten Ferdinand Maria von Bayern, gegründet.
Nachdem 1732 mit der Errichtung eines Neubaus für diese gotische Kirche begonnen wurde, ließ Kurfürst Karl Albrecht 1733 den Grundstein für die neue Klosterkirche der Salesianerinnen legen, die dort ein Kloster einrichteten. Der Kurfürst ließ aus Dankbarkeit für die Geburt des Kurprinzen Max Joseph ab 1727 den drei Annenkirchen in München, im Lehel und in Harlaching besondere Förderung zukommen.
Architekt der spätbarocken Kirche war Johann Baptist Gunetzrhainer, die Ausstattung übernahmen die Brüder Asam. 1735 wurde die Kirche eingeweiht.

1783 übersiedelten die Salesianerinnen nach Indersdorf. Kurz darauf gründete Kurfürstin Maria Anna den St.-Anna-Orden, dem das Kloster übertragen wurde. Nach der faktischen Säkularisierung des Damenstifts 1802 wurden in den Stiftsgebäuden Wohnungen und Schulgebäude untergebracht.

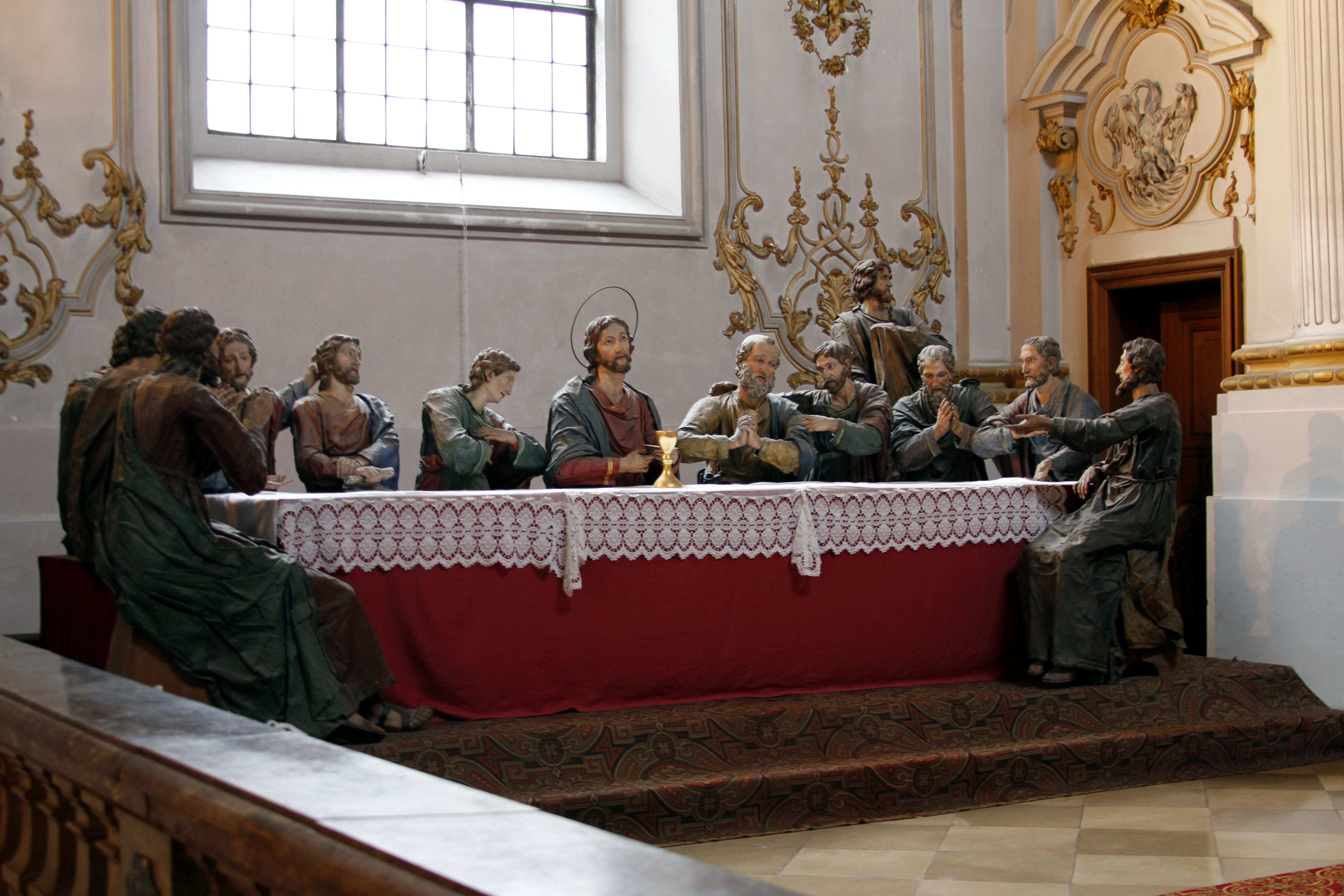
Abendmahl Jesu

Die Damenstiftskirche wurde während der Luftangriffe auf München 1944 bis auf die Außenmauern zerstört. Der Wiederaufbau erfolgte bis 1980 unter Erwin Schleich. Aufgrund der Tatsache, dass es nur Schwarzweißfotos als Vorlage gab, entschied man sich für ein Deckengemälde in Sepiatönen, da man für das Fresko keine falsche Farbe verwenden und auch gar nicht den Eindruck erwecken wollte, dass es sich um ein Original handelt. Ähnlich wurden die drei großen Altarblätter umgesetzt. Unüblich in Bayern ist die figürliche Darstellung des Abendmahles.

## Architektur

### Fassade
Die eingeschossige Fassade ist zurückhaltend in Gunetzrhainers klassizierendem Régencestil gegliedert. Die Fassade ist in drei Achsen gegliedert. Ihr ist eine korinthische Ordnung vorgeblendet, die aus Sockel, Pilaster und Gebälk besteht. Ein gebrochener Segmentgiebel überspannt die Mitte. In der Mittelachse öffnen sich Portal und das Westfenster, wobei das Portal von ionischen Pilastern und gesprengtem Dreiecksgiebel hervorgehoben wird. Die Pilaster sind schräg gestellt, ihnen antworten die gleichfalls schräg gestellten Pilaster der Segmentbogenädikula. Entsprechend barocker Gestaltungsprinzipien nehmen Schmuck, Plastizität und Größe der Maueröffnungen zur Mitte hin zu. Die Fläche zwischen Haupt- und Dachgesims wirkt als Attika. Der Segmentgiebel trägt Ziervasen und ein Postament samt Kreuz. 

### Innenraum
Der Grundriss der Damenstiftskirche St. Anna ist in ein Längsrechteck eingeschrieben. Er zeigt eine Addition dreier Einzelräume: querrechteckiger Vorraum mit Empore, längsrechteckiger Zentralraum mit kurzen Seitenarmen, querrechteckiger Chorraum. Der Vorraum trägt eine Orgelempore. Ihm schließen sich seitlich Treppenhäuser an. Wichtigstes Gliederungselement des Innenraums sind die Wandpfeiler. Sie sind mit korinthischen Dreiviertelsäulen besetzt. Den Doppelsäulen an den Pfeilerstirnen entsprechen gedoppelte Gurtbögen, den Einzelsäulen die Arkadenbögen der Kreuzarme. Schrägen innerhalb der Wandpfeiler stärken den Charakter als Zentralraum. Hauptraum (inklusive Kreuzarme) und Chor haben gleiche Breite. Der Chor zeigt eine flache Altarnische und mit Quertonnen gedeckte, flache Abseiten. Flachkuppeln decken Gemeinderaum als auch Chor. Einerseits bildet der Innenraum eine architektonische Einheit, andererseits wurde die gewünschte Trennung zwischen Laien und Ordensfrauen erreicht, die in Ruhe und Abgeschiedenheit ihre Gottesdienste feiern wollten.

## Ausstattung
Die Kirche verfügt über drei Altäre. Der Hauptaltar wird von gewundenen Säulen vor Pilastern gerahmt und verfügt über einen gesprengten Giebel. Das originale Altarblatt hatte Anna selbdritt zum Thema und stammte von Joseph Ruffini. Die beiden Seitenaltäre wurden mit Altarbildern von Balthasar Augustin Albrecht (Franz von Sales) und George Desmarées (Mariä Heimsuchung) ausgestattet. Die Originalfresken stammten von Cosmas Damian Asam. Im Eingangsjoch waren dies die Huldigung der Engel, im Gemeindesaal die Glorie des apokalyptischen Lammes, im Chorraum das Engelskonzert. 

### Galerie

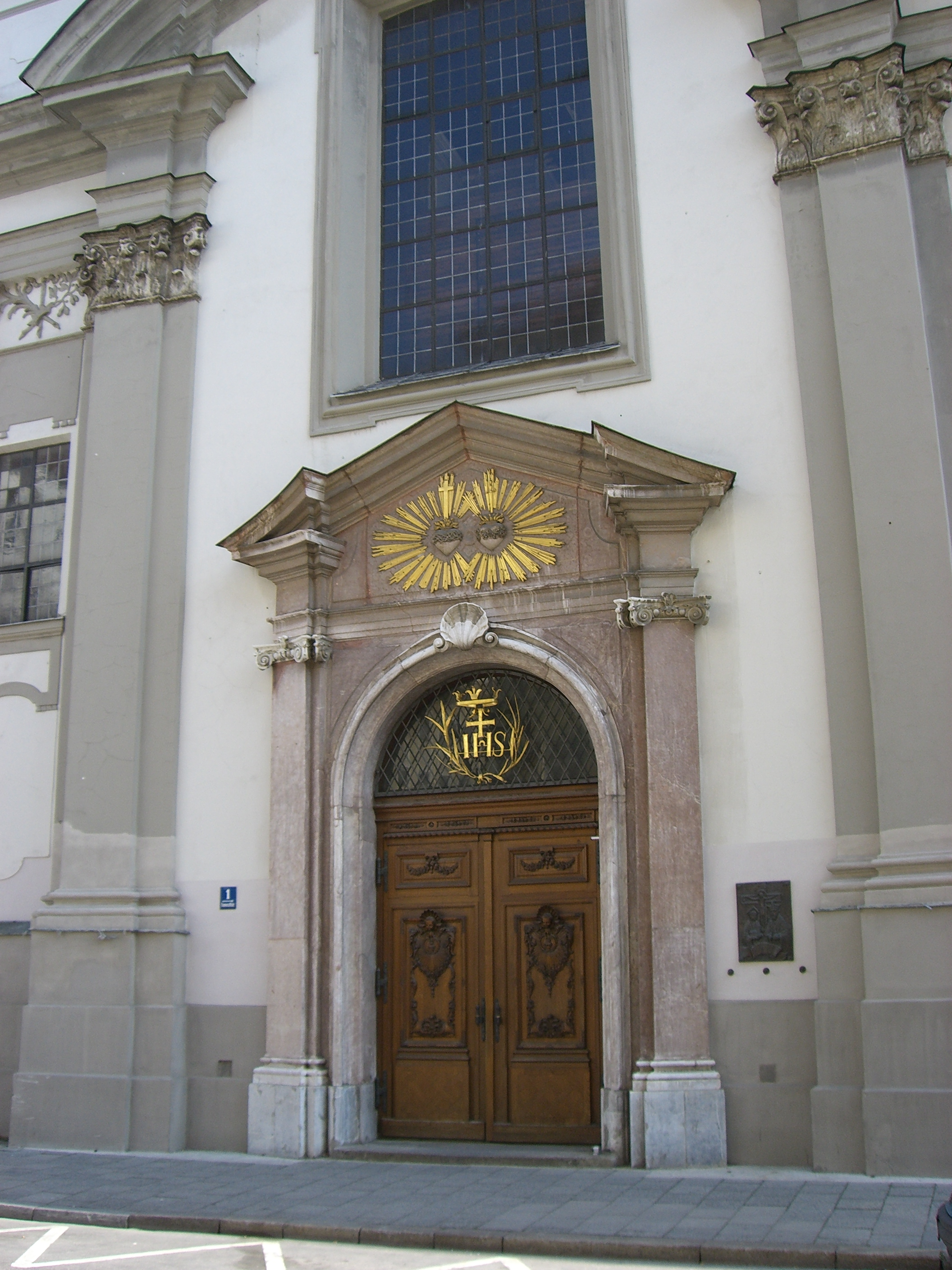
Portal
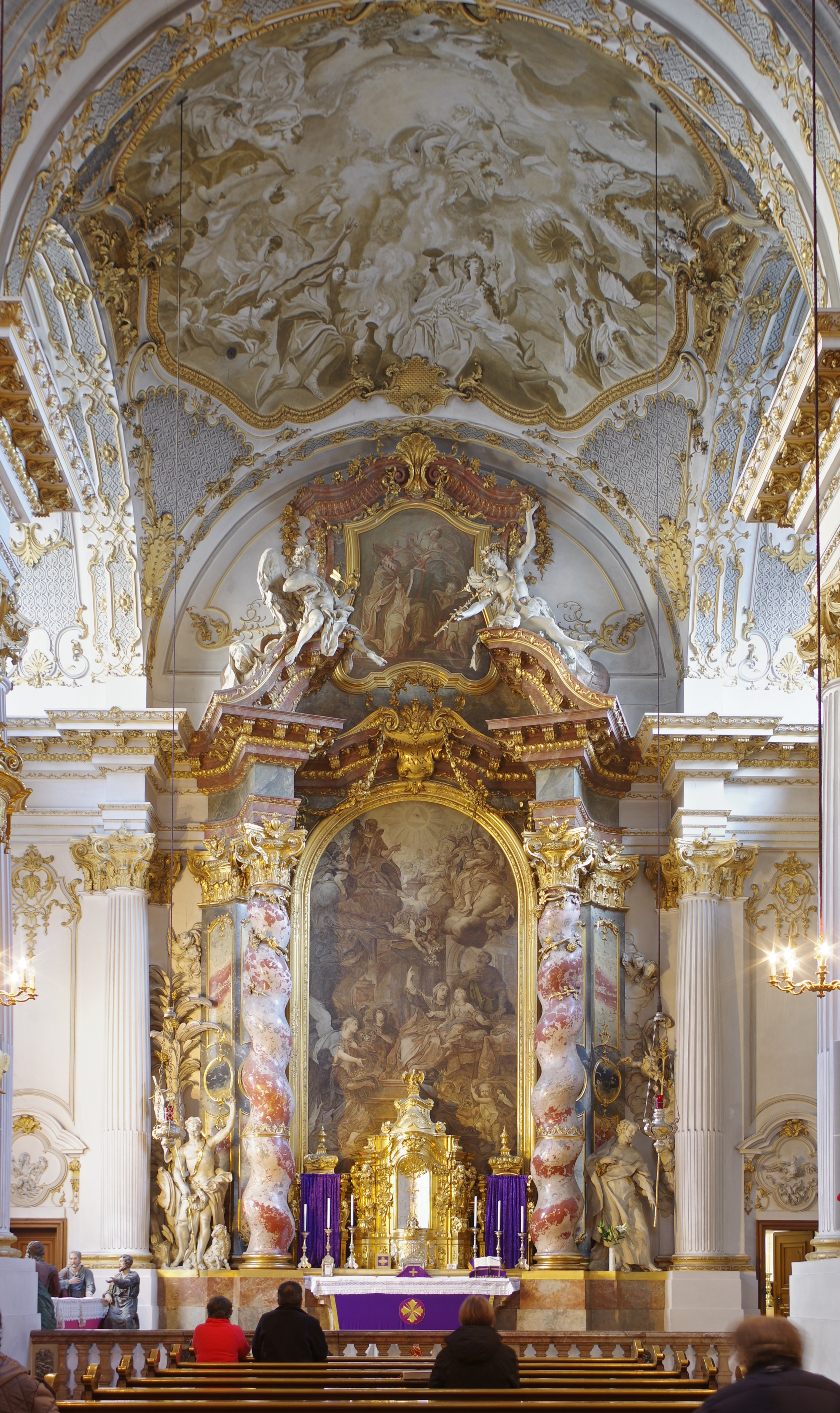
Hauptaltar
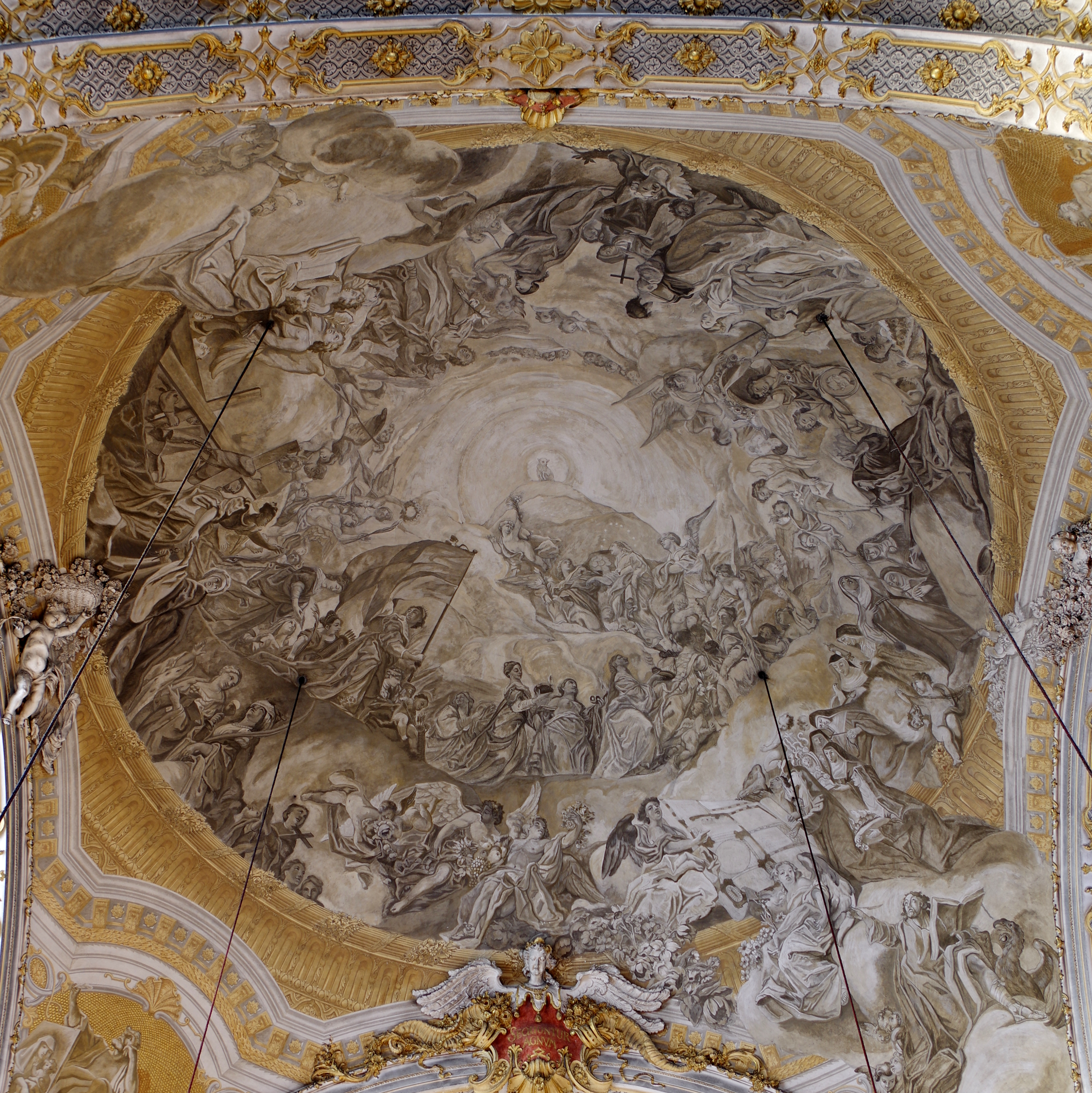
Deckengemälde

## Orgel

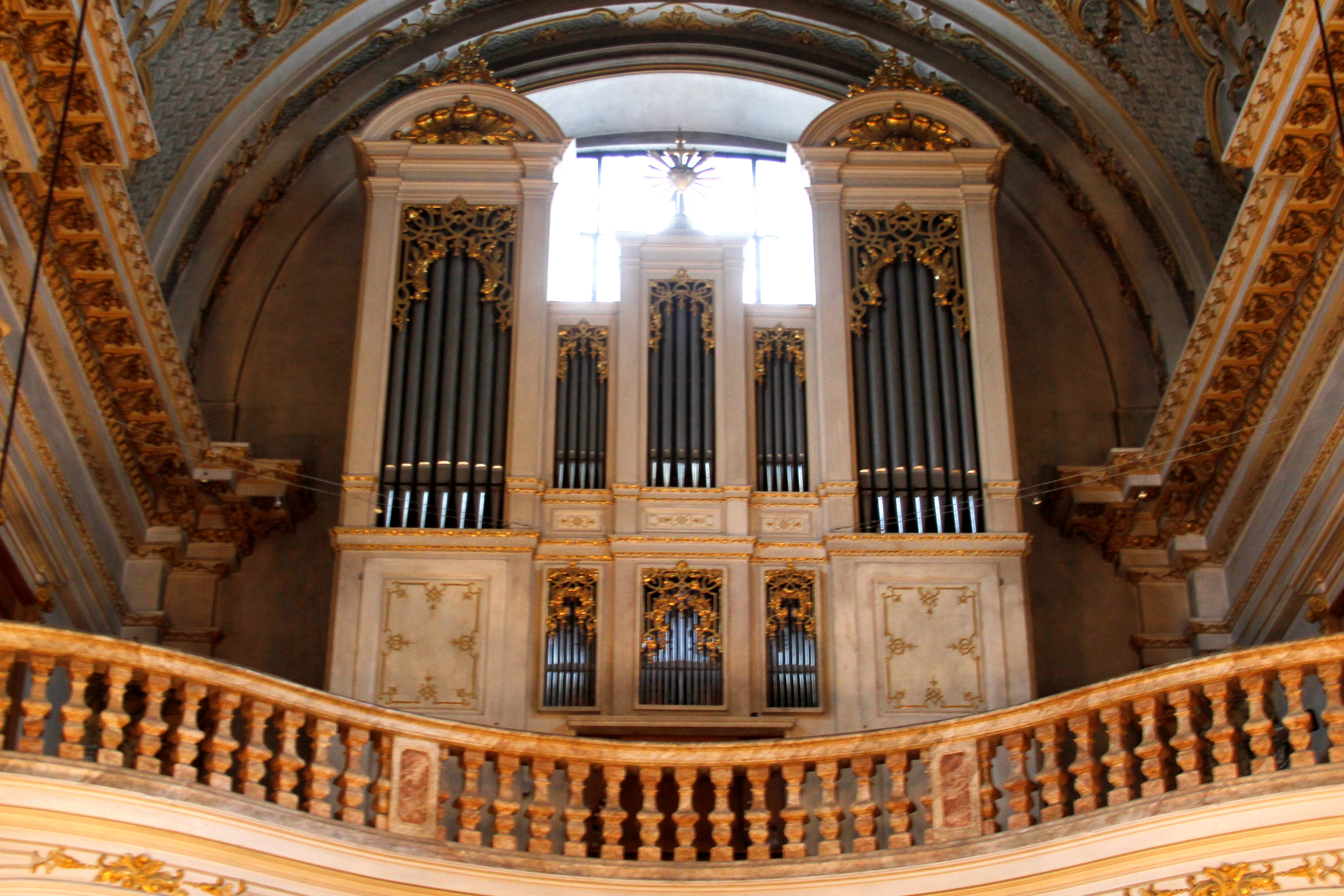
Orgel

1974 wurde die Orgel von der Orgelbaufirma Carl Schuster eingebaut. Das Instrument hat 18 Register, die auf zwei Manuale und Pedal verteilt sind. Die Spiel- und Registertraktur ist mechanisch. Die Disposition lautet:
| I Hauptwerk C–g3 |       |
| Prinzipal        | 8′    |
| Rohrflöte        | 8′    |
| Oktave           | 4′    |
| Koppelflöte      | 4′    |
| Quinte           | 2 ⁄3′ |
| Blockflöte       | 2′    |
| Mixtur IV        | 1 ⁄3′ |

| II Oberwerk C–g3 |      |
| Gedeckt          | 8′   |
| Weidenpfeife     | 8′   |
| Vox coelestis    | 8′   |
| Nachthorn        | 4′   |
| Rauschpfeife III | 2′   |
| Carillon II–III  | 1′   |
| Zymbel           | 1⁄2′ |
| Tremulant        |      |

| Pedal C–d1   |     |
| Subbaß       | 16′ |
| Violoktav    | 8′  |
| Choralbaß II | 4′  |
| Fagott       | 16′ |

- Koppeln: II/I, I/P, II/P

## Besonderheit
Am 1. September 2014 hat die Priesterbruderschaft St. Petrus im Auftrag der Erzdiözese München und Freising die Seelsorge der an der Damenstiftskirche bestehenden Gottesdienstgemeinde übernommen. Seither wird täglich eine Messfeier in der außerordentlichen Form des römischen Ritus angeboten.

## Klostergebäude
Südlich der Kirche schließt sich das Klostergebäude des Damenstifts an, das 1739 von Johann Baptist Gunetzrhainer errichtet wurde. 1785 werden die Klostergebäude nach der Umwidmung in ein adliges Damenstift durch Matthias Widmann erweitert. Der frühklassizistische Stuck stammt von Franz Xaver Feuchtmayer dem Jüngeren.